# Ihara Saikaku

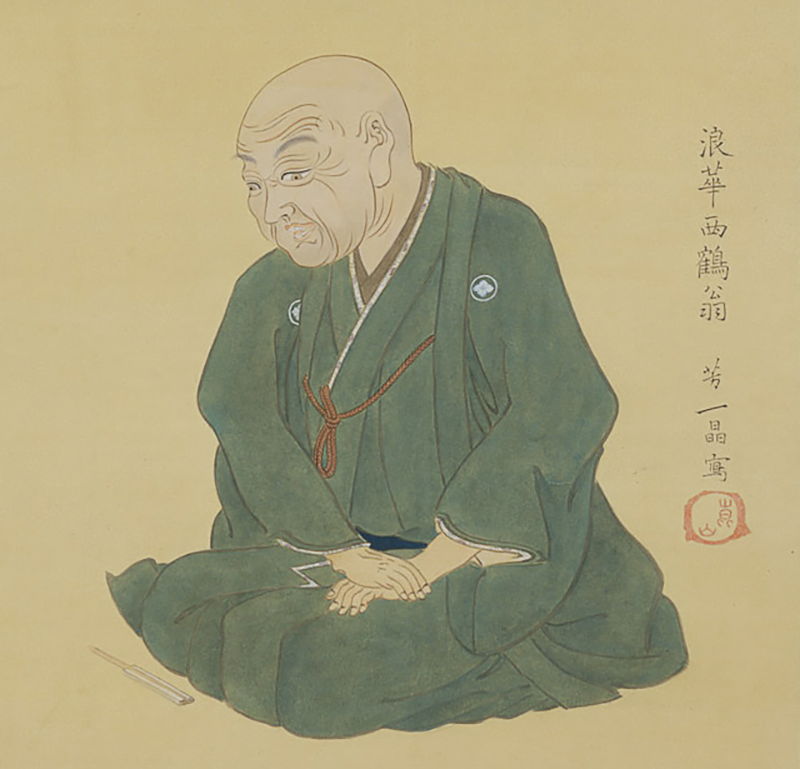
Porträt von Ihara Saikaku

Ihara Saikaku (japanisch 井原 西鶴; eigentlich: Hirayama Tōgo (平山 藤五); * 1642 in Ōsaka; † 1693) war ein japanischer Schriftsteller der Edo-Zeit. Er gilt als erster japanischer Gesellschaftskritiker, der mit Büchern wie Nanshoku Ōkagami (Der große Spiegel der männlichen Liebe, 1687) oder Kōshoku Ichidai Otoko (Das Leben eines verliebten Mannes) eine neue Prosaform schuf, die von haikai-Elementen durchzogen war.

## Leben

Sitzstatue Ihara Saikaku beim Ikukunitama-Schrein

Saikaku war der Sohn eines Kaufmanns. Früh verlor er seine Frau und seine blinde Tochter.
Mit 14 wurde er Schüler einer Dichtergruppe, die das siebzehnsilbige Haiku pflegte. Sechs Jahre später erhielt er den Titel des Meisters. Seit dieser Zeit nahm er den Familiennamen seiner Mutter, Ihara, an. Ab den 1670er Jahren unternahm er zahlreiche Reisen; die Erfahrungen, die er dabei mit Menschen aus den verschiedensten Schichten machte, verarbeitete er später literarisch. Sein erstes Prosawerk wurde 1682 veröffentlicht und schnell bekannt. Dank seines Fleißes konnte er pro Jahr 1–2 Bücher fertigstellen, die zu Bestsellern zählten.
Seine Fähigkeit, in wahren Marathonveranstaltungen Gedichte zu verfassen – angeblich mehrere Tausend an einem Tag –, brachte ihm den Beinamen Meister der 20.000 Haikus ein. Ein anderer Beiname war Oranda Saikaku, was so viel wie Holland-Saikaku (Holländer-West-Kranich) bedeutet, aber vermutlich nicht auf Beziehungen zu den Niederlanden – dem einzigen ausländischen Staat, dem es erlaubt war eine Handelsniederlassung in Japan zu betreiben – hindeutet, sondern nur der Tatsache Ausdruck verleihen sollte, dass Saikaku kein konservativer japanischer Schriftsteller der alten Schule war. Die neue, moderne Richtung des Haiku, die um 1670 aufkam, war volkstümlicher, witziger und ging stärker vom Menschen aus als die vorherigen.
Unmittelbare Einflüsse Saikakus findet man z. B. bei Ejima Kiseki. Werke des Autors werden auch heute noch aufgelegt und mit Vergleichen mit Boccaccio und Casanova belegt.

## Werke (Auswahl)
- 好色五人女 Kōshoku Gonin Onna, 1685.
  - Deutsch: Fünf Geschichten von liebenden Frauen. Heyne 1978. ISBN 3-453-42050-0.
- 本朝二十不孝 Honchō Nijū Fukō ("Zwanzig Fälle unloyaler Kinder"), 1685
- 武道伝来記 Budō Denraiki ("Übertragung der Kampfkünste"), 1687
- 武家義理物語 Buke Giri Monogatari ("Geschichten von der Ehre der Samurai"), 1688
- 日本永代蔵 Nippon Eitaigura ("Das ewige Schatzhaus Japans"), 1688
- 世間胸算用 Seken Munazan'yō ("Berechnungen, mit denen der Mensch durch diese intrigante Welt kommt"), 1692

## Übersetzungen
- Kôshokumono. Niehans 1957.
- Yonosuke – der dreitausendfache Liebhaber. Europäischer Buchklub 1966.
- Saikaku-oridome. Szenen aus dem japanischen Volksleben im 17. Jahrhundert. Reclam 1973.
- Sie wußten nicht, was in der Trommel war. In: Ingrid Schuster (Hrsg.): Japanische Kriminalgeschichten. Reclam, Stuttgart 1985, S. 10–15.
- Der Liebespfad der Samurai, Edition Peperkorn, 1998, ISBN 3-929181-15-0
- Japanische Parallelfälle im Schatten des Kirschbaumes (Honchô-ôin-hiji). Aus dem vormodernen Japanisch übertragen, eingeleitet und mit Anmerkungen versehen von Michael Kuhl. Iudicium, München 2007. ISBN 9783891293850.